# SUPERKOMBAT Fighting Championship
SUPERKOMBAT (prescurtat SK) este una dintre cele mai importante promoții din kickbox. A apărut în 2011, după prăbușirea organizației japoneze K-1 și a promoției olandeze It's Showtime. Aceasta secondează GLORY (noul K-1) la nivel mondial, alături de alte promoții precum nou înființatul K-1 Rising sau GFC-ul prințului Amir Shafypour. Patronul promoției este Eduard Irimia, fost promoter de box profesionist în România.
SUPERKOMBAT este fosta promoție românească Local Kombat, redenumită în 2011 și lansată la nivel internațional pe Eurosport și mai târziu în Statele Unite pe Fight Now TV. În țară, eroii SUPERKOMBAT pot fi vizionați pe Pro TV sau Sport.ro. Galele sunt transmise în direct în aproximativ 100 de țări de pe 5 continente.
SK a organizat multiple gale din circuitul World Grand Prix în Europa, dar și în afara continentului (în America de Sud sau Asia) sub egida circuitului New Heroes (gale de descoperire a noilor eroi) aparținând tot de promoție. A organizat de asemenea și casting-uri de selectare a viitorilor luptători iar începând cu anul 2015 a lansat o academie în care se vor investi 5 milioane de dolari pe o perioadă de câțiva ani.
În 2013 a co-promovat la nivel mondial Finala K-1 a greilor, alături de promoția asiatică. Eduard Irimia s-a implicat de-a lungul timpului și în mai multe acțiuni caritabile, SUPERKOMBAT donând fonduri pentru victimele inundațiilor din județul Galați sau spitale. S-au organizat și licitații caritabile pentru ajutorarea unor cazuri sociale. În luna aprilie a anului 2015, Prințul Paul al României și Prințesa Lia și-au deschis ușile reședinței lor din capitală, acolo unde împreună cu mai mulți luptători ai promoției au invitat la masă cu ocazia sărbătorilor copii dintr-un centru de plasament. Iar în luna mai a anului precedent, SUPERKOMBAT organizase un manifest împotriva consumului de droguri la o școală generală din Ovidiu într-o campanie susținută de Asociația Tomis Antidrog Constanța.

## Luptători notabili
- Benjamin Adegbuyi (challenger la titlul mondial GLORY; top 10 mondial în clasamentele LiverKick.com și GLORY ale greilor)
- Andrei Stoica (campion mondial SUPERKOMBAT la categoria super-cruiser; top 10 mondial în clasamentele LiverKick.com și GLORY ale cat. 95 de kg)
- Bogdan Stoica (campion mondial SUPERKOMBAT la categoria cruiser; top 10 mondial în clasamentul GLORY al diviziei mijlocii)
- Cătălin Moroșanu (fost luptător K-1 și cel mai popular luptător român din promoție)
- Sebastian Ciobanu (fost luptător K-1)
- Alexandru Lungu (fost medaliat la Europenele de Judo și artist MMA Pride în Japonia)
- Raul Cătinaș (fost luptător K-1)
- Ben Edwards (fost luptător K-1; top 10 mondial în clasamentele LiverKick.com și GLORY ale greilor)
- Paul Slowinski (fost luptător K-1])
- Zabit Samedov (fost luptător K-1; top 10 mondial în clasamentul LiverKick.com al diviziei grea)
- Alexey Ignashov (legendă K-1)
- Alex Pereira (fost challenger la titlul mondial It's Showtime de la divizia 85MAX; top 10 mondial în clasamentele LiverKick.com și GLORY ale categoriei mijlocii)
- Anderson Silva (top 10 mondial în clasamentele LiverKick.com și GLORY ale categoriei grele)
- Mladen Brestovac (fost luptător K-1; top 10 mondial în clasamentul GLORY la categoria grea)
- Errol Zimmerman (fost luptător K-1; challenger la titlul mondial GLORY; top 10 mondial în clasamentele LiverKick.com și GLORY ale categoriei grele)
- Brice Guidon (fost luptător K-1; top 10 mondial în clasamentul GLORY la categoria grea)
- Hesdy Gerges (campion mondial It's Showtime la categoria grea; fost luptător K-1 și GLORY; top 10 mondial în clasamentul LiverKick.com)
- Jorge Loren (campion SUPERKOMBAT al circuitului World Grand Prix la categoria semigrea; challenger la titlul mondial It's Showtime de la divizia 95MAX)
- Daniel Sam (luptător GLORY; top 20 mondial în clasamentul GLORY la categoria grea)
- Stefan Leko (legendă K-1)
- Albert Kraus (campion K-1 al circuitului World MAX în 2002; campion mondial SUPERKOMBAT la categoria mijlocie; legendă K-1)
- Rico Verhoeven (campion mondial GLORY la categoria grea; număr 1 în lume - clasamentele greilor LiverKick.com și GLORY)
- Ismael Londt (campion mondial SUPERKOMBAT și campion SUPERKOMBAT al circuitului World Grand Prix, ambele la categoria grea; top 10 mondial în clasamentul LiverKick.com al diviziei grea)
- Yoann Kongolo (luptător GLORY; top 10 mondial în clasamentul LiverKick.com al diviziei semimijlocii)
- Pavel Juravlev (fost luptător K-1; campion SUPERKOMBAT al circuitului World Grand Prix la categoria grea; top 10 mondial în clasamentul LiverKick.com al diviziei grea)
- Serghei Lașcenco (fost luptător K-1; campion SUPERKOMBAT al circuitului World Grand Prix la categoria grea; top 10 mondial în clasamentul LiverKick.com al diviziei grea)
- Mike Zambidis (campion mondial SUPERKOMBAT la categoria mijlocie; legendă K-1)
- Bob Sapp (legendă K-1)
- Carter Williams (legendă K-1)
- Mighty Mo (legendă K-1)